# Obetz, Ohio
Obetz là một làng thuộc quận Franklin, tiểu bang Ohio, Hoa Kỳ. Năm 2010, dân số của làng này là 4532 người.

## Dân số
- Dân số năm 2000: 3977 người.
- Dân số năm 2010: 4532 người.